# Mariusz Jurkiewicz
Mariusz Jurkiewicz (Lubin, Poljska 3. veljače 1982.) je poljski rukometaš i nacionalni reprezentativac. Trenutno nastupa za Wisłu Płock gdje igra na poziciji lijevog vanjskog. Značajan dio karijere proveo je u španjolskoj Ligi ASCOBAL gdje je nastupao za rukometne velikane San Antonio, Ciudad Real i Atlético Madrid. Potonji klub se zbog financijskih poteškoća ugasio 9. srpnja 2013. tako da se Jurkiewicz vratio u domovinu gdje je potpisao za Wisłu Płock.
Igrač je za Poljsku debitirao 1. studenog 2002. u susretu protiv Norveške. S nacionalnom selekcijom bio je brončani na Svjetskom prvenstvu u Hrvatskoj 2009.